# Акан (вулканический комплекс)
Акан — группа вулканов, расположенная на японском острове Хоккайдо в префектуре Хоккайдо. Вулканы входят в состав национального парка Акан и группируются вокруг одноимённой кальдеры. Диаметр кальдеры 13×24 километра. Располагается к юго-западу от кальдеры Куттяро. Кальдера преимущественно сложена андезитами.
Акан окружают три стратовулкана: О-Акан (1371 м), Акан-Фудзи (1476 м) и самый высокий Мэ-Акан (1499 м). Все они входят в так называемые горы Акан. Сама кальдера и вулканы начали формироваться в раннем плейстоцене. Всего кальдеру окружает порядка десятка вулканов. Многие из них активны. В современный период были активны вулканы Мэ-Акан и О-Акан. Первый из них является наиболее ранним вулканом и был сформирован в начале голоцена — 13500 лет тому назад.
В настоящий период на Акане заметна фумарольная активность. Последнее значительное извержение произошло в 1956 году, когда было выпущено 70 тыс. м³ тефры. В 2008 году в период с 17 ноября по 28 ноября также были значительные выбросы вулканического пепла, которые достигали 2000 метров в высоту. В современный период зафиксировано около 40 крупных и незначительных извержений вулканов, которые окружают кальдеру Акан.
В долине кальдеры раскинулось озеро Акан, в котором растёт редкий вид водорослей. Есть горячие грязевые источники, которые находятся рядом с озером.

## Видео
- Кратеры вулкана Мэ-Акан на YouTube